# Aron Jóhannsson
Aron Jóhannsson (Mobile, 10 novembre 1990) è un calciatore islandese naturalizzato statunitense, attaccante del Valur.

## Caratteristiche tecniche
Attaccante, può giocare anche come ala su entrambe le fasce.

## Carriera

### Club
Nato in Alabama da genitori islandesi, si è trasferito in Islanda con la sua famiglia all'età di tre anni. Qui è cresciuto in varie squadre giovanili del luogo, tornando in America nel 2007-2008 quando ha frequentato la IMG Pendleton School di Bradenton, Florida.
Jóhannsson ha debuttato nel campionato islandese nel 2008 con la maglia del Fjölnir, conquistandosi definitivamente un posto titolare l'anno successivo, chiuso dalla squadra all'ultimo posto in classifica. È rimasto in rosa anche a seguito della retrocessione, iniziando il campionato 2010 di seconda serie con 12 gol realizzati in 18 partite.
Queste prestazioni, oltre che eleggerlo a fine stagione miglior giocatore di quel campionato, gli hanno anche permesso di attirare l'attenzione dei danesi dell'Aarhus che lo hanno acquistato nell'agosto 2010. La squadra ha vinto il campionato di 1. Division 2010 ed è tornata nella massima serie, mentre Jóhannsson ha contribuito con 2 gol in 17 presenze. Il 18 luglio 2011 ha esordito ufficialmente nella massima serie, la Superligaen, in occasione della vittoria per 2-1 sul Lyngby. Il primo gol in Superligaen lo ha realizzato il 7 novembre contro il SønderjyskE, aprendo le marcature in un match terminato poi 1-1. Il 27 agosto 2012 è entrato nella storia della Superligaen per aver realizzato la tripletta più veloce nella storia del torneo, segnando tre gol nel giro di 3 minuti e 50 secondi contro l'Horsens tra il 32' e il 36' minuto. Nella stessa partita è arrivato anche il suo quarto gol personale, altro record poiché il poker è stato siglato in soli 16 minuti.
Il 29 gennaio 2013, Jóhannsson è stato acquistato dagli olandesi dell'AZ Alkmaar per 1,6 milioni di euro. Il primo gol con la nuova maglia è arrivato il successivo 14 aprile. L'11 agosto 2013 ha segnato dal dischetto nella vittoria contro i campioni in carica dell'Ajax. Il 25 settembre dello stesso anno ha segnato una tripletta in Coppa d'Olanda contro lo Sparta Rotterdam. Tre giorni dopo, ha realizzato il gol vittoria nella successo per 2-1 sul PSV Eindhoven. Il 20 ottobre, una sua doppietta ha permesso di superare per 3-1 il Cambuur. Ha chiuso la Eredivisie 2013-2014 con 17 gol all'attivo in 32 partite di campionato.
Le reti realizzate con l'AZ Alkmaar hanno indotto i dirigenti del Werder Brema ad acquistarlo il 5 agosto 2015, per una cifra che i media hanno quantificato in 5 milioni di euro. Il seguente 15 agosto ha esordito in Bundesliga, subentrando a Levin Öztunalı nella prima giornata contro lo Schalke 04. Il 30 agosto è arrivata la sua prima rete tedesca, trasformando un calcio di rigore che ha aperto le marcature nel successo per 2-1 contro il Borussia Mönchengladbach.
A inizio ottobre, tuttavia, gli è stata diagnosticata un'irritazione ai nervi dell'anca destra: il suo rientro in campo è stato rimandato più volte nel corso dell'annata, fino a quando la società ha comunicato che il giocatore avrebbe saltato tutto il resto della stagione 2015-2016.
Jóhannsson è rientrato in campo il 26 agosto 2016, a circa 11 mesi dall'ultima presenza in campionato, in occasione della prima giornata della Bundesliga 2016-2017 persa 6-0 contro il Bayern Monaco. La settimana seguente ha servito un assist a Serge Gnabry, ma nel corso della stessa partita è stato espulso poiché avrebbe rivolto improperi all'arbitro. Oltre a ciò, a seguito della stessa partita il suo allenatore Viktor Skrypnyk è stato esonerato e sostituito dal tecnico della squadra Under-23 Alexander Nouri. Durante le due giornate di squalifica è stato Ousman Manneh a sostituirlo in attacco, ma anche nel resto dell'anno Jóhannsson è stato raramente schierato dal nuovo allenatore Nouri, che lo ha spesso relegato in panchina o addirittura in tribuna, concedendogli un totale di 80 minuti in 7 apparizioni sotto la sua gestione tecnica.
Le dimissioni di Nouri arrivate nell'ottobre 2017 hanno rappresentato per Jóhannsson una possibile occasione per ritrovare spazio. Il 3 febbraio 2018 è stato coinvolto in entrambi i gol che hanno consentito al Werder di espugnare per 2-1 il campo dello Schalke 04. Anche in virtù di questa prestazione, il tecnico Florian Kohfeldt lo ha schierato titolare tre giorni dopo nel quarto di finale della Coppa di Germania 2017-2018, persa 4-2 ai supplementari nonostante una rete di Jóhannsson. A metà marzo tuttavia si è infortunato al bicipite femorale, ed è rimasto fuori causa fino al termine della stagione.
Nel luglio 2018 ha riportato invece un infortunio alla caviglia, che lo ha costretto a un'operazione chirurgica avvenuta nel mese di novembre che lo ha fermato anche nei mesi a seguire. La sua unica presenza della stagione 2018-2019 è stata infatti quella in occasione dell'ultima giornata della Bundesliga 2018-2019, quando il tecnico Kohfeldt gli ha fatto giocare gli ultimi minuti in maglia Werder considerando anche che il giocatore era in scadenza e che avrebbe lasciato il club.
Svincolato, nel luglio 2019 Jóhannsson ha firmato un contratto triennale con gli svedesi dell'Hammarby, i quali erano in cerca di un attaccante dopo il mancato rinnovo del prestito dell'islandese Viðar Örn Kjartansson. Nel campionato 2019 in 10 partite non ha mai segnato, ma nell'Allsvenskan 2020 è stato il miglior marcatore dei biancoverdi, con 12 reti siglate in 15 partite da titolare e 7 da subentrante. A fine stagione ha esercitato un'opzione contrattuale che gli ha permesso di svincolarsi.
Il 12 febbraio 2021 ha firmato un contratto con i polacchi del Lech Poznań. Ha debuttato con la maglia dei kolejorz il 21 gennaio 2021, nella gara interna contro lo Śląsk Wrocław. Al 57' realizza il suo primo gol in Ekstraklasa, svettando di testa su un cross di Sýkora che regala i tre punti ai suoi. Appena una settimana più tardi si replica, segnando, sempre di testa, il gol che permette ai kolejorz di pareggiare il derby contro il Warta. Il 31 agosto la società ha comunicato di aver rescisso consensualmente il contratto del giocatore, il quale era nel frattempo rientrato in Islanda per curare un serio infortunio alla spalla che fino a quel momento non gli aveva ancora permesso di scendere in campo nella stagione 2021-2022.
Jóhannsson è poi rimasto in Islanda anche per continuare la propria carriera, visto che nel novembre 2021 è stato annunciato dal Valur per le successive tre stagioni.

### Nazionale
Nato negli Stati Uniti da genitori islandesi, dopo aver disputato alcune partite con la Nazionale Under-21 di calcio dell'Islanda fra 2011 e 2012 decide di giocare con la Nazionale maggiore statunitense e nell'agosto 2013 riceve l'approvazione dalla FIFA per il cambio di nazionalità. Esordisce nella partita amichevole vinta 4-3 contro la Bosnia ed Erzegovina il 14 agosto 2013 subentrando a Edward Johnson nella ripresa. Segna il suo primo gol in nazionale nell'ultima partita delle qualificazioni per il Campionato mondiale di calcio 2014 contro Panama siglando il gol vittoria degli Stati Uniti nei minuti di recupero.

## Statistiche

### Presenze e reti nei club
Statistiche aggiornate al 28 giugno 2020.
| Stagione        | Squadra         | Campionato      | Campionato | Campionato | Coppe nazionali | Coppe nazionali | Coppe nazionali | Coppe continentali | Coppe continentali | Coppe continentali | Altre coppe | Altre coppe | Altre coppe | Totale | Totale |
| Stagione        | Squadra         | Comp            | Pres       | Reti       | Comp            | Pres            | Reti            | Comp               | Pres               | Reti               | Comp        | Pres        | Reti        | Pres   | Reti   |
| --------------- | --------------- | --------------- | ---------- | ---------- | --------------- | --------------- | --------------- | ------------------ | ------------------ | ------------------ | ----------- | ----------- | ----------- | ------ | ------ |
| 2008            | Fjölnir         | ÚD              | 3          | 0          | -               | -               | -               | -                  | -                  | -                  | -           | -           | -           | 3      | 0      |
| 2009            | Fjölnir         | ÚD              | 16         | 1          | -               | -               | -               | -                  | -                  | -                  | -           | -           | -           | 16     | 1      |
| 2010            | Fjölnir         | DK              | 18         | 12         | -               | -               | -               | -                  | -                  | -                  | -           | -           | -           | 18     | 12     |
| 2010-2011       | Aarhus          | 1D              | 17         | 2          | LP              | 1               | 0               | -                  | -                  | -                  | -           | -           | -           | 18     | 2      |
| 2011-2012       | Aarhus          | SL              | 30         | 7          | LP              | 2               | 1               | -                  | -                  | -                  | -           | -           | -           | 32     | 8      |
| 2012-feb.2013   | Aarhus          | SL              | 18         | 14         | LP              | 0               | 0               | UEL                | 2                  | 0                  | -           | -           | -           | 20     | 14     |
| feb.-mag. 2013  | AZ Alkmaar      | ER              | 5          | 3          | KNVB            | 1               | 0               | -                  | -                  | -                  | -           | -           | -           | 6      | 3      |
| 2013-2014       | AZ Alkmaar      | ER              | 34         | 17         | KNVB            | 4               | 6               | UEL                | 14                 | 2                  | JCS         | 1           | 1           | 53     | 26     |
| 2014-2015       | AZ Alkmaar      | ER              | 23         | 10         | KNVB            | 3               | 0               | -                  | -                  | -                  | -           | -           | -           | 26     | 10     |
| 2015-2016       | Werder Brema    | BL              | 6          | 2          | DFB             | 0               | 0               | UEL                | 1                  | 0                  | -           | -           | -           | 7      | 2      |
| 2016-2017       | Werder Brema    | BL              | 9          | 1          | DFB             | 0               | 0               | -                  | -                  | -                  | -           | -           | -           | 9      | 1      |
| 2017-2018       | Werder Brema    | BL              | 12         | 1          | DFB             | 2               | 1               | -                  | -                  | -                  | -           | -           | -           | 14     | 2      |
| 2018-2019       | Werder Brema    | BL              | 1          | 0          | DFB             | 0               | 0               | -                  | -                  | -                  | -           | -           | -           | 1      | 0      |
| 2019            | Hammarby        | A               | 10         | 0          | SC              | 0               | 0               | -                  | -                  | -                  | -           | -           | -           | 10     | 0      |
| 2020            | Hammarby        | A               | 22         | 12         | SC              | 3               | 3               | UEL                | 2                  | 0                  | -           | -           | -           | 27     | 15     |
| feb.-mag.2021   | Lech Poznań     | E               | 9          | 2          | PP              | 1               | 0               | -                  | -                  | -                  | -           | -           | -           | 10     | 2      |
| Totale carriera | Totale carriera | Totale carriera | 233        | 84         |                 | 17              | 11              |                    | 19                 | 2                  |             | 1           | 1           | 270    | 98     |

## Palmarès

### Club

#### Competizioni nazionali
- Coppa di Lega islandese: 2

Valur: 2023, 2025